# Янош Бокаи
Янош Бокаи (на унгарски: János Bókay) е унгарски преводач и писател, автор на произведения в жанровете биографичен роман и съвременен роман.

## Биография
Янош Бокаи е роден на 10 юли 1892 г. в Будапеща, Унгария, във фамилия на лекари. Учи право в Юридическия факултет на университета в Будапеща.
След дипломирането си работи от 1914 г. в държавната администрация. В периода 1933 – 1944 г. е редактор на издателство „Литературен институт братя Ревей“.
Заедно с работата си от 1915 г. започва да превежда от руски, немски и английски, прави преводи на Андре Мороа, Съмърсет Моъм, и др. Не след дълго сам започва да пише.
През 1921 г. е издаден първият му роман „A gyémánt“ (Диамантът).
Янош Бокаи умира на 16 юли 1961 г. в Будапеща.

## Произведения
- A gyémánt (1921)
- Szakíts helyettem (1933)
- Megvédtem egy asszonyt (1936)
- Julika, a fiúk barátja (1936)
- Karosszék (1937)
- A rossz asszony (1938)
- Ragaszkodom a szerelemhez (1938)
- Feleség (1939)
- Négy asszonyt szeretek (1940)
- Első szerelem (1940)
- Hazudj nekem (1941)
- Az utód (1942)
- Bohémek és pillangók – Puccini életregénye (1958)
Пучини: Бохеми и пеперуди, изд.: „Музика“, София (1978), прев. Борис Ников
- Egy rózsaszál szebben beszél – Kacsóh Pongrác élete (1962)

### Екранизации
- 1938 Döntö pillanat – сценарий
- 1938 Megvédtem egy asszonyt – по романа
- 1939 Karosszék – по романа
- 1943 Ragaszkodom a szerelemhez – пиеса
- 1988 Ragaszkodom a szerelemhez – ТВ филм
- 1991 Szakíts helyettem – ТВ филм